# Huluvagilu, Kunigal
Huluvagilu là một làng thuộc tehsil Kunigal, huyện Tumkur, bang Karnataka, Ấn Độ.